# Teodat
Teodat (Taurèsium, 482 - Ravenna, 536) fou rei dels ostrogots i rei d'Itàlia del 534 al 536.
Nat a Tauresium, al costat de l'actual Skopje (Macedònia), Teodat (Thiudahad en gòtic) fou Duc de Túscia i nebot de Teodoric el Gran, pel fet que era fill de la seva germana Amalafrida, i va accedir al tron en casar-se amb la seva cosina Amalasunta, filla de Teodoric i mare de l'anterior rei, el jove Atalaric, que acabava de morir. Va fer exiliar la seva esposa al llac de Bolsena i la va fer matar l'any 535. L'emperador romà d'Orient, Justinià I, va aprofitar l'assassinat de la reina per no reconèixer la legitimitat de Teodat i envair Itàlia.
La reconquesta es va iniciar pel sud i, quan el general romà d'Orient Belisari va ocupar Nàpols el 536, Teodat fou deposat pels seus propis seguidors, que van nomenar Vitigès com a successor.
Va fugir precipitadament cap a Ravenna amb intenció d'embarcar-se cap a Constantinoble, però va ésser capturat i degollat per ordre del nou rei.